# SNCF Z 6100
De Z 6100 serie is een driedelig type elektrisch treinstel van de Franse nationale spoorwegmaatschappij SNCF. Het werd gebruikt op het Transilien-netwerk rond Parijs en reed voorstadsdiensten van en naar noordelijk Île-de-France vanaf station Paris Nord. De stellen zijn 'monocourant', wat wil zeggen dat zij geschikt zijn voor één stroomsysteem, namelijk 25.000 volt 50 Hz wisselstroom.

## Beschrijving
De Z 6100-treinstellen markeerden het landschap van de noordelijke voorstadslijnen sinds de jaren 1960. De treinen zijn kort, maar kunnen worden gekoppeld tot drie treinstellen (negen rijtuigen) in treinschakeling. Ze werden ontworpen om voorstadstreinen te rijden na de elektrificatie van het noordelijke voorstadsnetwerk begin jaren zestig, en betekenden het einde van de stoomtractie in 1970. De treinen zijn gebouwd uit roestvrij staal.

## Geschiedenis
De serie Z 6100 werd besteld vanaf 1959. Ze zijn afgeleid van de prototypen Z 9056-9059 uit 1960-61, later omgedoopt tot Z 6006-6009. De eerste serie Z 6101-6120 kwam vanaf 27 februari 1967 in dienst op de trajecten Parijs - Crépy-en-Valois en Parijs - Creil. De geleidelijke elektrificatie van de noordelijke voorstadslijnen was de reden om een tweede serie van 65 treinstellen te bestellen, genummerd Z 6121-6150. Deze nieuwe serie is comfortabeler dan de eerste, dankzij een ander soort vering. Snel op de tweede bestelling volgde een derde (Z 6151-6185), waarvan de elektrische installatie met thyristoren is uitgerust. De treinen van de tweede en derde serie werden geleverd van 7 december 1969 tot 22 oktober 1971.
In 2004 zijn alle treinen van de eerste levering buiten dienst gesteld vanwege hun hoge leeftijd. De laatste treinen reden op 10 januari 2013 hun laatste ritten.

## Galerij

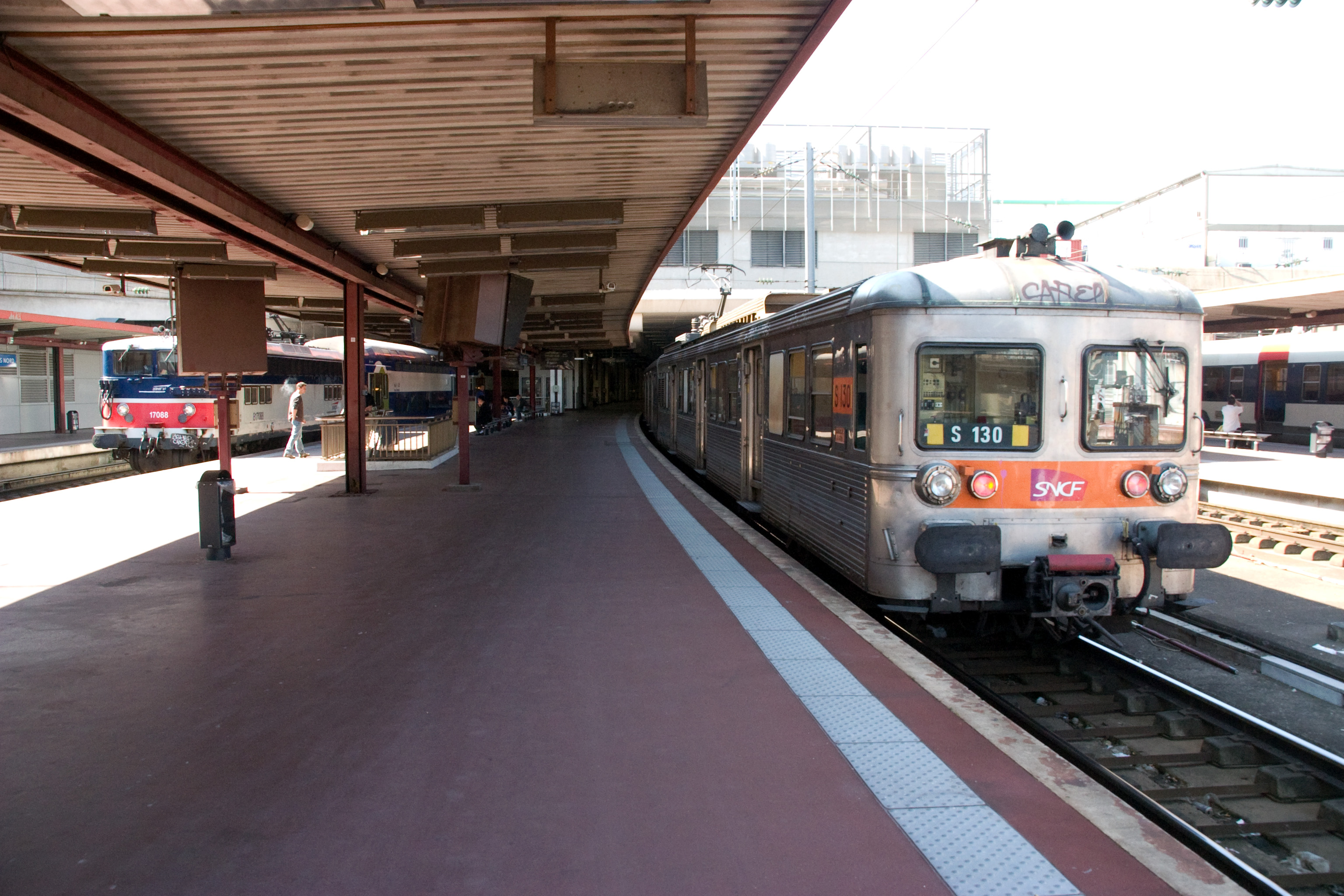
Z 6130 op station Paris-Nord
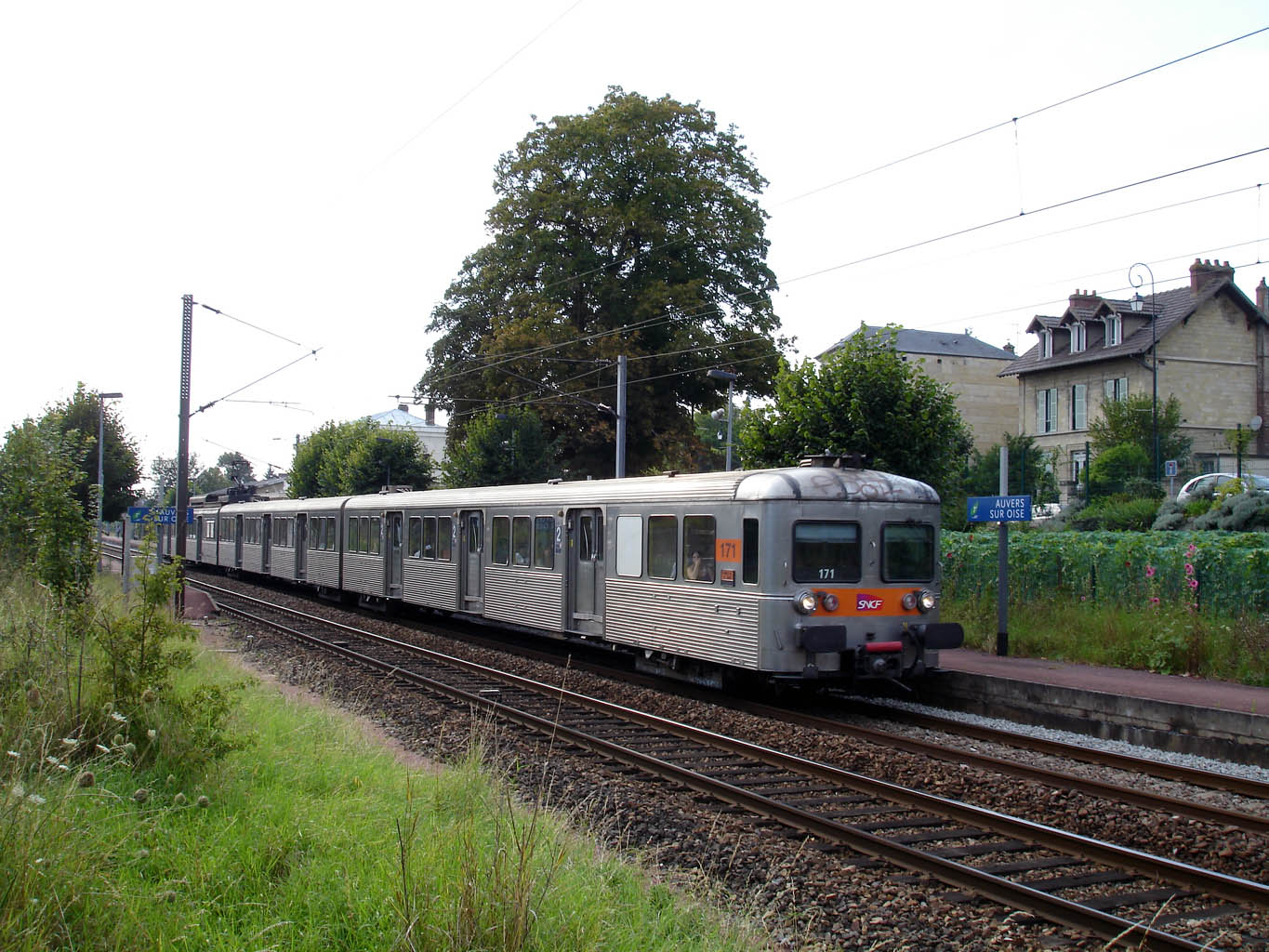
Z 6172 in Auvers-sur-Oise
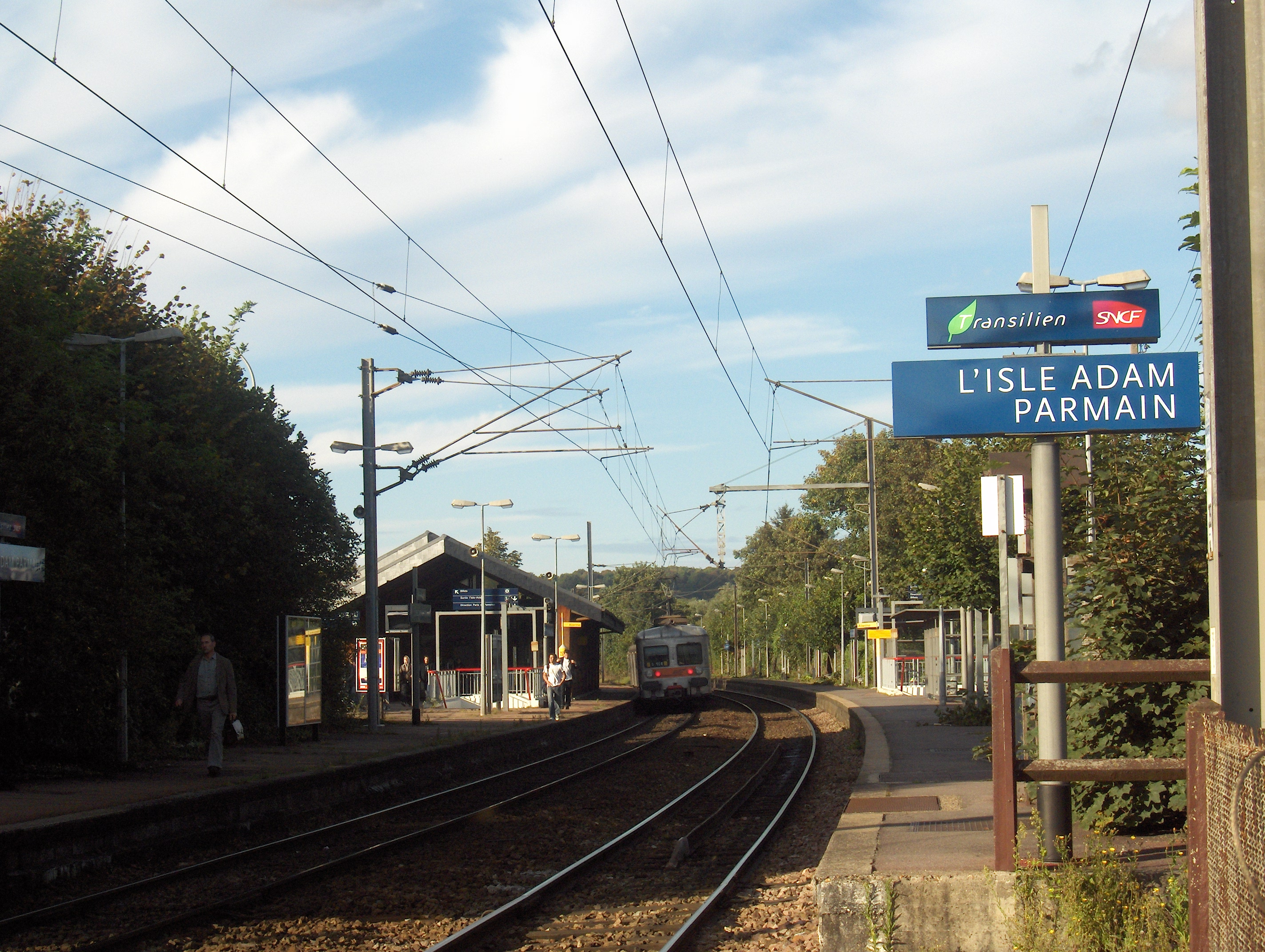
Z 6164 in L'Isle-Adam - Parmain
- Een aantal treinstellen Z 6100 verlaten het station Ermont - Halte (video).